# Fernand Piccot
Fernand Piccot, né le 30 juillet 1906 à Sallanches (Haute-Savoie) et mort le 31 octobre 1985 à Gonesse (Val-d'Oise), est un militant syndicaliste de la Fédération CGT des PTT. Il fut le secrétaire général de celle-ci de 1945 à 1950.

## Biographie
Fernand Piccot, élevé dans une famille chrétienne, avait dans sa jeunesse milité pour le catholicisme social. Après des études professionnelles, il entre aux PTT comme agent mécanicien. Ce métier technique prend par la suite le nom de « contrôleur des installations électromécaniques ». Il adhère tout d'abord au Syndicat autonome des techniciens, puis prend sa carte à la confédération générale du travail (CGT) au Syndicat national des agents des PTT, lors de la réunification syndicale, en 1935. Socialiste SFIO, il participe au mouvement Amsterdam-Pleyel puis se détache du parti socialiste pour évoluer vers le Parti communiste, auquel il aurait adhéré en septembre 1935. Dès le début de l'Occupation, il fait partie des groupes organisés par les anciens « unitaires » au sein des PTT. Il est arrêté le 2 mai 1941. Après avoir transité dans plusieurs camps d'internement français, Chateaubriant, Voves, Pithiviers, il est envoyé au camp de La Rochelle. Le 11 mai 1944, en liaison avec Henri Gourdeaux, syndicaliste postier historique, chef de file des anciens « unitaires » regroupés dans Libération-PTT, et chef de la Résistance communiste clandestine, il s'évade.
Fernand Piccot, devient alors un des responsables de la Résistance des agents des PTT parisiens. Il participe aux épisodes de la Libération de Paris au sein des services postaux, appelés à la grève générale. Celle-ci est effective, dans les services postaux parisiens à partir des 16-17 août 1944. Avec le facteur Emmanuel Fleury, il préside le comité de grève, qui assure pendant quelques journées la « Direction régionale provisoire » d'une administration essentielle pour la remise en route du pouvoir étatique. Le 26 août, ce comité de grève appelle les postiers à reprendre le travail pour le lundi 28 août. Il adresse en ce sens une circulaire aux receveurs et chefs de service. Ce bref épisode, se termine par la mise en place d'un secrétariat général des PTT, un haut fonctionnaire qui reprend la gestion des services postaux et téléphoniques en réintroduisant les anciens syndicalistes « confédérés », comme interlocuteurs officiels... Loin de s'apaiser le conflit entre les deux tendances du syndicalisme CGT, ressurgit. Il va perdurer jusqu'à la scission de 1947.
Fernand Piccot est ensuite élu, lors du premier Congrès de la Fédération CGT des PTT de l'après-guerre, tenu à Limoges en septembre 1945, secrétaire général de cette organisation. Le contexte syndical aux PTT est particulièrement perturbé par des divisions datant de l'avant guerre. La Fédération postale avait été un des bastions de la tendance constituée autour de René Belin et de Syndicats. Certains de ses dirigeants firent partie des organes du Régime de Vichy. D'autres, moins compromis, tentent de relancer en 1944, une fédération syndicale « bis », pour évacuer les possibilités d'emprise communiste. Après un arbitrage de la direction confédérale, un bureau provisoire dirige la Fédération postale durant les neuf premiers mois de l'année 1945. Le Congrès de 1945 fut l'occasion de nouvelles confrontations au terme desquelles le verdict était sans appel: Fernand Piccot est élu secrétaire général et les thèses des ex-unitaires (communistes) recueillent 79 756 voix, contre 10 598 voix pour les anciens « confédérés ». Il est réélu l'année suivante, lors du Congrès national extraordinaire de la Fédération postale (Paris, 9-19 décembre 1946). La liste qu'il conduisait obtient 91 384 voix, contre 26 600 voix pour une liste menée par Dominique Grimaldi, socialiste. 122 545 postiers avaient voté. Ce chiffre en lui-même marque un reflux très net par rapport au nombre de postiers syndiqués annoncés au 26e Congrès de la CGT en avril 1946 : 150 000. Un certain nombre de syndiqués choisissent dès l'été 1946 l'autonomie, en structurant, autour de Camille Mourguès, le Comité National de grève, constitué à l'occasion de la grève d'août 1946.
Membre de la Commission administrative (CA) de la CGT de 1946 à 1951, il est dans la même période (1947 à 1951), membre du Conseil économique et social, sous le nom de Piccot-Richère. Il fait partie du groupe CGT de cette Assemblée.
Fernand Piccot quitte la direction de la fédération CGT des PTT, à l'issue du 13e Congrès de la fédération, tenu à Paris du 6 au 9 décembre 1950. Il cède le secrétariat général à Georges Frischmann, qui vient d'être élu au Comité central du Parti communiste. Les conditions de son départ semblent liées à des tensions internes, en période de guerre froide où toute critique apparait déviation. Piccot demeure cependant un militant fidèle. Et, en 1984 lors du 40e anniversaire de l'insurrection parisienne, il participe aux commémorations syndicales de la Libération de Paris.

## Sources
- La fédération Cgt des postes et télécommunications, organe de la fédération des PTT, numéro 268-novembre 1985: article « Fernand Piccot n'est plus ».
- Le relais, IHS CGT-FAPT, Montreuil :
  - Numéro 20-2001, contribution de Bernard Bouche: Le 13econgrès de la fédération postale CGT de 1950.
  - Numéro 31-2006, contribution de Michel Delugin: Sur Fernand Piccot.
- Emmanuel Fleury: La Remontée, documents et souvenirs sur les PTT parisiens dans la Résistance, Éditions sociales, Paris, 1969.